# William Nicholson (homme politique australien)
Pour les articles homonymes, voir William Nicholson et Nicholson.
William Nicholson (27 février 1816-10 mars 1865) était un homme politique australien qui fut le troisième premier ministre du Victoria. Il a introduit le vote à bulletin secret au Victoria. 
Nicholson est né à Whitehaven, dans le Cumberland. Il était le fils d'un agriculteur anglican. À l'âge de vingt-six ans, en 1842, il émigra en Australie où il ouvrit une épicerie à Melbourne. Il devint un homme d'affaires prospère et se retrouva à la tête d'une société commerciale, W. Nicholson and Company. En 1848, Nicholson fut élu au conseil municipal de Melbourne, et fut maire de Melbourne en 1850 et 1851. Il a également été directeur de la Banque du Victoria et de plusieurs autres sociétés. 
En 1852, Nicholson remporta une autre élection, au Conseil législatif au siège de Bourke nord. En 1853, il devint membre du comité qui a rédigé la Constitution du Victoria, et le 18 décembre 1855, Nicholson fit voter une motion qui déclarait que toute loi électorale devrait être votée à bulletin secret. Cette mesure a été contestée par le gouvernement de l'époque, dirigé par le premier ministre William Haines, et après l'adoption de cette loi, Haines démissionna. 
Bien que ce soit Henry Chapman qui ait conçu le projet de vote à bulletin secret, ce fut Nicholson qui le fit voter ce qui lui attira du crédit et, quand Haines démissionna, il fut invité par le gouverneur du Victoria, Sir Charles Hotham à former un nouveau gouvernement, mais il ne fut pas en mesure de le faire et Haines redevint premier ministre. 
En 1856, Nicholson se rendit en Angleterre, où il a été félicité pour avoir fait choisir le vote à bulletin secret, qui avait été préconisé par le mouvement chartiste. Le système avait été adopté au Victoria le 19 mars 1856, et en Australie-Méridionale le 2 avril de la même année. Elle fut par la suite adoptée par toutes les autres colonies. Le scrutin secret a été connu sous le nom du "vote victorien" pour le reste du XIXe siècle. 
Nicholson est retourné à Melbourne en 1858 et en 1859, a été élu à l'Assemblée législative au siège de Murray. Plus tard, la même année, il changea de circonscription pour être l'élu de Sandridge (maintenant Port Melbourne), qu'il a représenté jusqu'en 1864. Lorsque le gouvernement conservateur du premier ministre John O'Shanassy fut renversé en octobre 1859, Nicholson devint premier ministre et secrétaire colonial. 
Nicholson passa une grande partie de son mandat de premier ministre à essayer de faire passer un projet de loi qui aurait permis à de petits agriculteurs de s'installer sur les pâturages occupés par les squatters, mais il rencontra une forte opposition du Conseil législatif, qui était dominé par des grands propriétaires terriens. Lorsque le Conseil modifia fortement le projet de loi, il y eut des émeutes en dehors du Parlement. Cette résistance freina les conservateurs mais le projet de loi qui fut finalement adopté avait une forme beaucoup plus atténuée ce que les squatters pouvaient plus facilement accepter. Cet échec conduisit à la démission de Nicholson en novembre 1860. 
Nicholson n'occupa plus de fonctions gouvernementales. Parallèlement à son mandat de premier ministre du Victoria, il avait également occupé les fonctions de président de la Chambre de commerce de Melbourne. En 1860, il avait également tenu un troisième poste celui de Secrétaire de la Royal Society of Victoria. 
En janvier 1864, William Nicholson devint gravement malade et mourut un peu plus d'un an plus tard, moins de deux semaines après son quarante-neuvième anniversaire.